# Nagyharsány
Nagyharsány là một thị trấn thuộc hạt Baranya, Hungary. Thị trấn này có diện tích 26,01 km², dân số năm 2010 là 1550 người, mật độ 60 người/km².